# Fratria
Les fratries (grec φρατρία, germanor, derivada de φρατήρ - germà) van ser un tipus d'agrupacions socials pròpies de l'antiga Grècia. En sentit antropològic, es tracta de l'agrupament de dos o més clans d'una tribu o un poble.

## Fratries en l'Antiga Grècia
En la Grècia preclàssica, cada tribu (phylè) estava dividida en fratries. La naturalesa d'aquestes fratries és, en paraules d'un historiador, "el problema més fosc entre les institucions socials [gregues]." Poc se sap del paper que van tenir en la vida social grega, però van existir des de l'Edat fosca grega fins al segle ii aC Al món jònic de l'antiga Grècia, al llarg del període arcaic, cada tribu (phylè) està dividida en fratries.
Homer se'n refereix diverses vegades, en passatges que semblen descriure l'ambient social de la seva època. A Atenes, la inscripció en una fratria sembla haver estat el requisit bàsic per la ciutadania, abans de les reformes de Clístenes en 508 aC. Des del seu màxim apogeu en l'Edat fosca grega, quan semblen haver estat una força substancial de la vida social grega, les fratrieas van disminuir gradualment en transcendència durant tot el període clàssic quan altres grups (com els partits polítics) van guanyar influències a la seva costa. Durant el període clàssic, les fratries van evolucionar a divisions territorials formals de l'Estat atenès.
Aquesta unitat autònoma que posseeix els seus propis magistrats, al capdavant dels quals es troba el fratriarca, constitueix un marc de la religiositat i de la sociabilitat gregues, gràcies a l'organització de banquets i de festes com la de les apatúries. Serveixen igualment de marc per a la preparació i la participació en alguns cultes cívics.
Les fratries eren associacions informals de persones o de famílies que es reagrupaven sobre la base d'una ancestralitat comuna reivindicada, encara que no existissin necessàriament llaços de sang entre elles, a diferència del genos.
Les fratries contenien petits grups familiars anomenats gene; aquests sembla haver aparegut més tard que les fratries, i sembla que no tots membres de les fratries pertanyien a un genos; l'admissió en aquests grups més petits podria haver estat limitada a les elits. En un nivell més petit, el grup de parentiu bàsic de les antigues societats gregues antigues era l'oikos (casa).

## Fratriacom a terme antropològic
En nombrosos textos antropològics, especialment els més antics, s'empra el terme fratria per designar l'agrupament socialment reconegut de diversos clans en una divisió intermèdia entre el clan (agrupament de llinatges) i el poble com un tot. Aquest tipus d'agrupacions està documentat a diversos pobles indígenes americans, com els tlingit, els navahos i els lenape, i implicava certes obligacions i drets entre els clans membres del grup, inclosos drets o restriccions matrimonials.